# Дуглас Ширер
Ду́глас Ши́рер (англ. Douglas Shearer; 17 листопада 1899 — 5 січня 1971) — канадсько-американський піонер звукового дизайну і режисер звукозапису, який зіграв ключову роль в просуванні звукових технологій для кінофільмів.

## Біографія
Ширер народився в Монреалі, Квебек у родині вищого класу. Дуглас залишився з батьком в Монреалі, а дві його молодші сестри, зірки «MGM» Норма і Атоль Ширер, переїхали до Нью-Йорку зі своєю матір'ю. Дуглас Ширер покинув школу, щоб працювати на різних роботах.
9 вересня 1922 року він відвідував свою сестру в Голлівуді, яка переїхала туди на початку 1920-х років. Він вирішив залишитися там, і знайшли роботу в «MGM Studios», де почав проводити дослідження у створенні звуку в кіно. Одним з його численних досягнень є розробка складної системи запису, яка усунула небажані фонові шуми під час запису звуку. За свою довгу кар'єру, Дуглас Ширер був номінований на премію «Оскар» в цілому двадцять один раз, вигравши сім разів премію за найкращий звук.
Ширер помер 5 січня 1971 року у Калвер-Сіті, Каліфорнія.

## Нагороди та номінації
- Дуглас Ширер на сайті Internet Movie Database
- Дуглас Ширер [Архівовано 31 грудня 2014 у Wayback Machine.] на сайті Find a Grave